# 랴잔현

랴잔현의 문장

랴잔현(러시아어: Рязанская губерния)은 1796년부터 1929년까지 존재했던 러시아 제국의 현으로 현도는 랴잔이며 면적은 36,922km2, 인구는 1,827,539명(1897년 당시 기준)이다. 현재의 러시아 랴잔주 서부, 모스크바주 남동부, 리페츠크주 북동부에 걸쳐 있었다.